# Natalka Babina
Natalka Babina (en bielorruso: Ната́льля Васі́леўна Ба́біна), conocida también como Natalka Dynko, por su apellido de soltera (Zakazanka, Región de Brest, 15 de mayo de 1966) es una escritora bielorrusa de origen ucraniano.

## Biografía
Estudió ingeniería en la Universidad Técnica Nacional de Bielorrusia. Realizó trabajos de ingeniería en plantas. Durante 20 años ha colaborado como periodista en uno de los periódicos independientes bielorrusos más antiguos, Nasha Niva. Además, ha publicado en diversas publicaciones periódicas bielorrusas y ucranianas (como las revistas Arkhe, Dziejaslou y Zviazda (de Bielorrusia), periódicos como Post-Postup (de Ucrania), entre otros.

## Carrera literaria
Comenzó a publicar sus obras literarias en 1994. Sus libros han sido traducidos al polaco, checo, ucraniano e inglés.
En 2010, recibió el premio Cherkasova BAJ. En 2011 quedó finalista del Premio Angelus de Literatura Centroeuropea en Polonia. Desde 2014 preside la Sociedad de Literatura Ucraniana en la Unión de Escritores Bielorrusos, donde también es profesora. Edita Sprava, un almanaque bielorruso-ucraniano. Babina fue la guionista del programa de animación infantil Pryhody i Pakhody en el canal Belsat TV.
Natalia está casada y tiene tres hijos.